# Pachyptila desolata
El pato petrel antártico (Pachyptila desolata), también conocido como totorore en el lenguaje Maorí, es una especie de ave procelariforme de la familia Procellariidae. Es el más grande de los patos petrel, un género (Pachyptila) de pequeñas aves marinas del Océano Austral. Es también conocido con los nombres de petrel paloma o petrel de las ballenas. 

## Taxonomía
El pato petrel antártico es un miembro del género Pachyptila. Estos junto con el petrel azulado conforman el grupo de los patos petrel, los cuales son miembros de la familia Procellariidae, y del orden de los Procellariiformes. Los priones son pequeñas aves que suelen alimentarse de zooplancton; sin embargo como proceláridas, comparten ciertas características que las identifican. Primero, tienen una cavidad nasal en la parte superior del pico con forma de tubo que las ayuda a olfatear. El pico de las proceláridas es también único ya que están divididos en entre 7 y 9 placas córneas. Producen también un aceite estomacal compuesto por ésteres y triglicéridos que almacenan en el proventriculo. Este es usado como arma contra depredadores así como también como alimento tanto para las crías como para los adultos ya que es una buena fuente de energía. Finalmente, también tienen una glándula nasal situada sobre la citada cavidad cuyo propósito es ayudar a escretar el exceso de sal del cuerpo, debido a la gran cantidad de agua de mar que suelen tragar.

### Subespecies
- Pachyptila desolata desolata, que anida en las Islas Crozet, Islas Kerguelen, e Isla Macquarie.[4]
- Pachyptila desolata altera, que anida en la Isla Heard y las Islas Auckland.[4]
- Pachyptila desolata banksi, que anida en el Archipiélago Scotia, las Islas Georgias del Sur, las Islas Sandwich del Sur, y la Isla Scott.[4]

## Etimología
Pachyptila, la palabra viene del griego pakhus y ptilon. Pakhus significa denso o sólido y ptilon significa pluma. Desolatus es del Latín para describir abandonado o desolado. Esto en referencia a las regiones antárticas desoladas en que esta ave habita. También del griego, la palabra Prion significa sierra, en relación con el borde de sus picos.

## Descripción
La envergadura de sus alas es de 17 a 20 cm mientras que el largo de su cuerpo es de aproximadamente 28 cm. Como todos los priones, la parte baja de su cuerpo es blanca mientras que las superiores son de color azul pálido, con una "M" oscura a través de sus alas. Característicamente tiene cejas blancas, pico oscuro, y patas azules.
También tiene también tiene, con forma de cuña una sección gris en la cola, que termina en negro.

## Comportamiento

### Alimentación
Como todos los priones, come principalmente zooplankton, que obtiene filtrando agua con su pico.

### Cría
Abida en colonias, de preferencia en islas de los mares australes. Ambos sexos construyen el nido, así como ayudan a incubar el único huevo que ponen y en la crianza del polluelo.

## Rango y hábitat
Anida en colonias de las Islas Auckland, Islas Heard, Isla Macquarie, Isla Scott, las Islas Georgias del Sur y Sandwich del Sur, las Islas Orcadas del Sur, las Islas Shetland del Sur, las Islas Crozet, y las Islas Kerguelen. Cuando no están anidando, su hábitat se extiende por todo el mar austral. También fueron avistadas en Tacna, Perú, siendo la primera vez debido a que no se posee información ni estatus de abundancia para el Perú ( density, seasonality and conservation Status of marine Birds in Tacna, region South Peru. NAtaly Hidalgo y Giovana Chipaña)

## Conservación
Se estima que la población de aves adultas bordea los 50.000.000.